# Список игр Blizzard Entertainment
Список игр Blizzard Entertainment включает в себя игры, дополнения, франшизы, переиздания, портированные версии и другую продукцию в игровой индустрии, которая была разработана или издана компанией Blizzard Entertainment.
«Blizzard Entertainment» - американский разработчик и издатель видеоигр, базирующийся в Ирвине, штат Калифорния. Компания была основана в феврале 1991 года под названием Silicon & Synapse Майклом Морхеймом, Фрэнком Пирсом и Алленом Адхамом. Первоначально компания сосредоточилась на портировании игр других студий на компьютерные платформы, а также RPM Racing (1991), ремейка Racing Destruction Set (1985). Однако в 1992 году компания начала выпускать оригинальные игры для домашних консолей: The Lost Vikings (1992) и Rock n' Roll Racing (1993), а начиная с Warcraft: Orcs & Humans (1994) она переключилась на производство оригинальных компьютерных игр. В 1994 году компания была переименована в Blizzard Entertainment, а в 1996 году компания Condor, разрабатывавшая в то время Diablo (1997), была объединена с Blizzard и переименована в Blizzard North. Она оставалась отдельной студией компании до её закрытия в 2005 году.
В 1994 году Blizzard была приобретена дистрибьютором Davidson & Associates, и цепочка приобретений в течение следующих четырёх лет привела к тому, что Blizzard стала частью Vivendi Games, дочерней компании Vivendi. В 2008 году, в результате слияния Vivendi Games с Activision, получившаяся компания была названа Activision Blizzard. Название было сохранено, когда Activision Blizzard стала независимой компанией в 2013 году, а сама Blizzard на протяжении всего времени оставалась независимой дочерней компанией.
С момента выхода игр Warcraft, Diablo и StarCraft (1998) компания Blizzard сосредоточилась почти исключительно на сериях этих игр. Единственным исключением стала последняя игра компании, Overwatch (2016). Все игры Blizzard, выпущенные с 2004 года, до сих пор получают дополнения и обновления, особенно долгоиграющая массовая многопользовательская ролевая онлайн-игра World of Warcraft (2004). С более чем 100 миллионами учётных записей по состоянию на 2014 год и доходом в 9 миллиардов долларов США по состоянию на 2017 год, World of Warcraft является одной из самых продаваемых компьютерных игр и самых кассовых видеоигр всех времён. По состоянию на 2018 год Blizzard Entertainment разработала 19 игр с 1991 года, в дополнение к разработке 8 портов в 1992-1993 годах; 11 из этих игр относятся к сериям Warcraft, Diablo и StarCraft.

## Игры
| Год                       | Название                         | Платформа(ы)                                                                      | Жанр                         | Роль                  |
| от Silicon & Synapse      | от Silicon & Synapse             | от Silicon & Synapse                                                              | от Silicon & Synapse         | от Silicon & Synapse  |
| ------------------------- | -------------------------------- | --------------------------------------------------------------------------------- | ---------------------------- | --------------------- |
| 1991                      | RPM Racing                       | Super Nintendo                                                                    | Автосимулятор                | разработчик           |
| 1993                      | The Lost Vikings                 | Amiga, Amiga CD32, GBA, DOS, Genesis, Super Nintendo                              | Сайд-скроллер                | разработчик           |
| 1993                      | Rock n' Roll Racing              | Genesis, Super Nintendo, GBA                                                      | Автосимулятор                | разработчик           |
| от Blizzard Entertainment |                                  |                                                                                   |                              |                       |
| 1994                      | Warcraft: Orcs & Humans          | DOS, Mac OS                                                                       | Стратегия в реальном времени | разработчик, издатель |
| 1994                      | Blackthorne                      | Super Nintendo, DOS, Sega 32X, Mac OS, GBA                                        | Платформер                   | разработчик           |
| 1995                      | Justice League Task Force        | Genesis, Super Nintendo                                                           | Файтинг                      | разработчик           |
| 1995                      | The Death and Return of Superman | Super Nintendo, Genesis                                                           | Сайд-скроллер                | разработчик           |
| 1995                      | Warcraft II: Tides of Darkness   | DOS, Mac OS                                                                       | Стратегия в реальном времени | разработчик, издатель |
| 1996                      | Diablo                           | Windows, Mac OS, PlayStation                                                      | Action/RPG                   | издатель              |
| 1997                      | The Lost Vikings 2               | Super Nintendo, Saturn, PlayStation, Windows                                      | Сайд-скроллер                | разработчик           |
| 1998                      | StarCraft                        | Windows, Mac OS, Nintendo 64                                                      | Стратегия в реальном времени | разработчик, издатель |
| 2000                      | Diablo II                        | Windows, Mac OS, macOS                                                            | Action/RPG                   | издатель              |
| 2002                      | Warcraft III: Reign of Chaos     | Windows, Mac OS, macOS                                                            | Стратегия в реальном времени | разработчик, издатель |
| 2004                      | World of Warcraft                | Windows, macOS                                                                    | MMORPG                       | разработчик, издатель |
| 2010                      | StarCraft II: Wings of Liberty   | Windows, macOS                                                                    | Стратегия в реальном времени | разработчик, издатель |
| 2012                      | Diablo III                       | Windows, macOS, PlayStation 3, Xbox 360, PlayStation 4, Xbox One, Nintendo Switch | Action/RPG                   | разработчик, издатель |
| 2014                      | Hearthstone                      | Windows, macOS, iOS, Android                                                      | Коллекционная карточная игра | разработчик, издатель |
| 2015                      | Heroes of the Storm              | Windows, macOS                                                                    | MOBA                         | разработчик, издатель |
| 2016                      | Overwatch                        | Windows, PlayStation 4, Xbox One, Nintendo Switch                                 | Шутер от первого лица        | разработчик, издатель |
| 2022                      | Diablo Immortal                  | iOS, Android                                                                      | MMOARPG                      | разработчик, издатель |
| 2023                      | Overwatch 2                      | Windows, PlayStation 4, Xbox One, PlayStation 5, Xbox Series X/S, Nintendo Switch | Шутер от первого лица        | разработчик, издатель |
| 2023                      | Diablo IV                        | Windows, PlayStation 4, Xbox One, PlayStation 5, Xbox Series X/S                  | Action/RPG                   | разработчик, издатель |
| 2023                      | Warcraft Rumble                  | iOS, Android                                                                      | Tower defense                | разработчик, издатель |

## Дополнения
| Год  | Дополнение                                | Игра                           | Платформа(ы)                                                     |
| ---- | ----------------------------------------- | ------------------------------ | ---------------------------------------------------------------- |
| 1996 | Warcraft II: Beyond the Dark Portal       | Warcraft II: Tides of Darkness | DOS, Mac OS, Windows, PlayStation, Sega Saturn                   |
| 1998 | StarCraft: Brood War                      | StarCraft                      | Windows, Mac OS                                                  |
| 2001 | Diablo II: Lord of Destruction            | Diablo II                      | Windows, Mac OS, macOS                                           |
| 2003 | Warcraft III: The Frozen Throne           | Warcraft III: Reign of Chaos   | Windows, Mac OS, macOS                                           |
| 2007 | World of Warcraft: The Burning Crusade    | World of Warcraft              | Windows, macOS                                                   |
| 2008 | World of Warcraft: Wrath of the Lich King | World of Warcraft              | Windows, macOS                                                   |
| 2010 | World of Warcraft: Cataclysm              | World of Warcraft              | Windows, macOS                                                   |
| 2012 | World of Warcraft: Mists of Pandaria      | World of Warcraft              | Windows, macOS                                                   |
| 2013 | StarCraft II: Heart of the Swarm          | StarCraft II: Wings of Liberty | Windows, macOS                                                   |
| 2014 | Diablo III: Reaper of Souls               | Diablo III                     | Windows, macOS, PlayStation 3, Xbox 360, PlayStation 4, Xbox One |
| 2014 | World of Warcraft: Warlords of Draenor    | World of Warcraft              | Windows, macOS                                                   |
| 2015 | StarCraft II: Legacy of the Void          | StarCraft II: Wings of Liberty | Windows, macOS                                                   |
| 2015 | StarCraft II: Nova Covert Ops             | StarCraft II: Wings of Liberty | Windows, macOS                                                   |
| 2016 | World of Warcraft: Legion                 | World of Warcraft              | Windows, macOS                                                   |
| 2018 | World of Warcraft: Battle for Azeroth     | World of Warcraft              | Windows, macOS                                                   |
| 2020 | World of Warcraft: Shadowlands            | World of Warcraft              | Windows, macOS                                                   |
| 2022 | World of Warcraft: Dragonflight           | World of Warcraft              | Windows, macOS                                                   |
| 2024 | Diablo IV: Vessel of Hatred               | Diablo IV                      | Windows, PlayStation 4, PlayStation 5, Xbox One, Xbox Series X/S |
| 2024 | World of Warcraft: The War Within         | World of Warcraft              | Windows, macOS                                                   |
| TBA  | World of Warcraft: Midnight               | World of Warcraft              | Windows, macOS                                                   |
| TBA  | World of Warcraft: The Last Titan         | World of Warcraft              | Windows, macOS                                                   |

## Переиздания
| Год  | Название                                          | Платформа(ы)                                                                      | Жанр                         |
| ---- | ------------------------------------------------- | --------------------------------------------------------------------------------- | ---------------------------- |
| 1999 | Warcraft II: Battle.net Edition                   | Windows, Mac OS                                                                   | Стратегия в реальном времени |
| 2017 | StarCraft: Remastered                             | Windows, macOS                                                                    | Стратегия в реальном времени |
| 2019 | World of Warcraft Classic                         | Windows, macOS                                                                    | MMORPG                       |
| 2019 | Warcraft: Orcs & Humans                           | Windows                                                                           | Стратегия в реальном времени |
| 2020 | Warcraft III: Reforged                            | Windows, macOS                                                                    | Стратегия в реальном времени |
| 2021 | Blizzard Arcade Collection                        | Windows, PlayStation 4, Xbox One, Nintendo Switch                                 | Аркада                       |
| 2021 | World of Warcraft: The Burning Crusade Classic    | Windows, macOS                                                                    | MMORPG                       |
| 2021 | Diablo II: Resurrected                            | Windows, PlayStation 4, PlayStation 5, Xbox One, Xbox Series X/S, Nintendo Switch | Action/RPG                   |
| 2022 | World of Warcraft: Wrath of the Lich King Classic | Windows, macOS                                                                    | MMORPG                       |
| 2024 | World of Warcraft: Cataclysm Classic              | Windows, macOS                                                                    | MMORPG                       |

## Портированные игры
| Год                  | Название                                       | Платформа(ы)                    | Жанр                             |
| от Silicon & Synapse | от Silicon & Synapse                           | от Silicon & Synapse            | от Silicon & Synapse             |
| -------------------- | ---------------------------------------------- | ------------------------------- | -------------------------------- |
| 1992                 | Battle Chess                                   | порт Windows 3.x и Commodore 64 | Шахматы                          |
| 1992                 | Battle Chess II: Chinese Chess                 | порт Amiga                      | Шахматы                          |
| 1992                 | J.R.R. Tolkien’s The Lord of the Rings, Vol. I | порт Amiga                      | Компьютерная ролевая игра        |
| 1992                 | Castles                                        | порт Amiga                      | Компьютерная стратегическая игра |
| 1992                 | MicroLeague Baseball                           | порт Amiga                      | Спортивный симулятор             |
| 1992                 | Lexi-Cross                                     | порт Macintosh                  | Головоломка                      |
| 1992                 | Dvorak on Typing                               | порт Macintosh                  | Развивающие игры                 |
| 1994                 | Shanghai II: Dragon's Eye                      | порт Windows 3.x                | Маджонг (пасьянс)                |

## Основные франшизы
В настоящее время Blizzard имеет 4 основные франшизы в игровой индустрии: Warcraft, Diablo, StarCraft и Overwatch (а также их кроссовер — Heroes of the Storm). Большинство этих серий имеет несколько частей, а также разнообразное медиа в виде книг и комиксов, развивающий сюжеты и сеттинг игр. Кроме того, в 2016 году Warcraft получил экранизацию.

## Невыпущенные игры
Среди известных не выпущенных проектов Warcraft Adventures: Lord of the Clans был отменён 22 мая 1998 года. Shattered Nations, StarCraft: Ghost, который был «отложен» на неопределённый срок 24 марта 2006 года. После семи лет разработки, 23 сентября 2014 года Blizzard объявили о закрытии проекта Titan.